# フェニックス (原子力潜水艦)
| USS Phoenix (SSN-702) |                                    |
| 艦歴                  |                                    |
| 発注                  | 1973年10月31日                     |
| 起工                  | 1977年7月30日                      |
| 進水                  | 1979年12月8日                      |
| 就役                  | 1981年12月19日                     |
| 退役                  | 1998年7月29日                      |
| 除籍                  | 1998年7月29日                      |
| その後                | 原子力艦再利用プログラム           |
| 性能諸元              |                                    |
| 排水量                | 満載：6,148 トン、基準：5,777 トン |
| 全長                  | 110.3 m (362 ft)                   |
| 全幅                  | 10 m (33 ft)                       |
| 喫水                  | 9.7 m (32 ft)                      |
| 機関                  | S6G reactor 1基                    |
| 乗員                  | 士官12名、兵員98名                 |
| 兵装                  | 21インチ魚雷発射管4基              |
| モットー              |                                    |
|                       |                                    |

フェニックス(USS Phoenix, SSN-702)は、アメリカ海軍のロサンゼルス級原子力潜水艦の15番艦。艦名はアリゾナ州フェニックスに因んで命名された。その名を持つ艦としてはフェニックス級ビクトリー船1番船(T-AG/AG-172)以来5隻目（最初の2隻は不死鳥から命名された）。

## 艦歴
フェニックスは1977年7月30日にコネチカット州グロトンのジェネラル・ダイナミクス・エレクトリック・ボート社で起工した。1979年12月8日にジョン・J・ローズ夫人によって命名、進水し、1981年12月19日にウィリアム・C・ロサート艦長の指揮下就役する。
フェニックスは1988年7月29日に退役し、同日除籍された。フェニックスはワシントン州ブレマートンで原子力艦再利用プログラムに基づき2007年3月1日から解体が行われる予定である。